# Flip van Campen
Philippus Canisius Maria (Flip) van Campen (ur. 1 stycznia 1911 w Nijmegen, zm. 13 kwietnia 1988 w Lieshout) – holenderski polityk, menedżer i prawnik, deputowany krajowy i europejski.

## Życiorys
Syn Marinusa i Marii. Z wykształcenia i zawodu prawnik, w 1935 obronił doktorat w tej dziedzinie. W 1934 zdał również egzamin notarialny. Od 1935 do 1936 pracował w agencji skarbu Państwa, podlegającej pod resort finansów, od 1945 w randze administratora. Następnie przez wiele lat zatrudniony w kierownictwie Boerenleenbanku, gdzie objął stanowisko dyrektora generalnego. Po jego fuzji od 1971 do 1973 pozostawal wiceprezesem Rabobanku. Zasiadal także w radzie kuratorów Uniwersytetu Technicznego w Eindhoven.
Wstąpił do Katolickiej Partii Ludowej, był jej rzecznikiem w Senacie ds. ekonomicznych. W latach 1958–1967 deputowany Eerste Kamer, od 1958 do 1971 oddelegowany do Parlamentu Europejskiego.
W 1936 ożenił się z Marią.